# Državna uprava za zaštitu i spašavanje
Državna uprava za zaštitu i spašavanje je tijelo državne uprave u Hrvatskoj, a obavlja upravne i stručne poslove koji se odnose na uspostavu sustava zaštite i spašavanja građana, materijalnih dobara i drugih dobara u katastrofama, osposobljavanje i usavršavanje sudionika zaštite i spašavanja, pružanje nužne pomoći radi otklanjanja posljedica u slučaju opće opasnosti prouzročene elementarnim nepogodama, epidemijama i drugim katastrofama, poslove civilne zaštite, poslove vatrogastva, sustav uzbunjivanja i obavješćivanja te međunarodnu suradnju u području zaštite i spašavanja.

## Ustrojstvo
Unutar državne uprave za zaštitu i spašavanje djeluju sljedeće službe:
- Sektor za civilnu zaštitu,
- Sektor za vatrogastvo,
- Državni informacijski i komunikacijski sustav zaštite i spašavanja,
- Učilište vatrogastva i zaštite i spašavanja,
- Sektor općih poslova.

Samostalne ustrojstvene jedinice su Kabinet ravnatelja, Odjel za međunarodnu suradnju i Odjel za unutarnju kontrolu.

## Protupožarna eskadrila
| Zrakoplov           | Podrijetlo          | Vrsta               | Zrakoplov           | U službi            | Napomena            |
| Protupožarni avioni | Protupožarni avioni | Protupožarni avioni | Protupožarni avioni | Protupožarni avioni | Protupožarni avioni |
| ------------------- | ------------------- | ------------------- | ------------------- | ------------------- | ------------------- |
| Canadair CL-415     | Kanada              | protupožarni        | CL-415              | 6                   | u službi od 1996.   |
| Air Tractor AT-802  | SAD                 | protupožarni        | AT-802A AT-802F     | 5 1                 | u službi od 2001.   |

## Vanjske poveznice
- Državna uprava za zaštitu i spašavanje  Arhivirana inačica izvorne stranice od 24. kolovoza 2012. (Wayback Machine)